# Maria Pia Mapelli
Maria Pia Mapelli (Castellanza, 12 marzo 1935 – Legnano, 21 dicembre 2018) è stata una cestista italiana.

## Carriera
Con l'Italia ha disputato due edizioni dei Campionati europei (1956, 1960).